# Next to Me (Imagine Dragons)
Next to Me is een nummer van de Amerikaanse indierockband Imagine Dragons uit 2018. Het is de vierde en laatste single van hun derde studioalbum Evolve.
"Next to Me" is het eerste liefdesliedje dat Imagine Dragons uitbracht. Frontman Dan Reynolds schreef eerder nooit over de liefde, omdat hij daar een moeilijke geschiedenis mee heeft. Het nummer is gewijd aan Reynolds vrouw Aja Volkman. De plaat flopte in Amerika, maar werd wel een kleine hit in sommige Europese landen. In zowel Nederland als Vlaanderen bereikte het de eerste positie in de Tipparade.

## Tracklijst
- Muziekdownload

1. "Next to Me" - 3:50